# UC 94
UC 94 war ein U-Boot der Kaiserlichen Marine vom Typ UC III, das im Ersten Weltkrieg eingesetzt wurde.

## Geschichte
UC 94 wurde von der Hamburger Werft Blohm & Voss unter der Baunummer 328 gebaut. Das Boot lief am 19. Februar 1918 vom Stapel und wurde am 31. August in Dienst gestellt. Kommandant war Oberleutnant zur See Friedrich Wunderlich.
Gemäß Flottenbefehl vom 24. Oktober 1918 sollte UC 94 am Aufmarsch der Hochseeflotte in der Nordsee teilnehmen. Deshalb wurde das Boot beschleunigt ausgerüstet und der I. U-Flottille in Brunsbüttel zugeordnet. Der Aufmarsch der Hochseeflotte wurde am 31. Oktober 1918 abgebrochen und UC 94 nach Bremerhaven zur U-Flottille Flandern beordert. Am 27. November 1918 wurde das Boot mit der V. Staffel nach Harwich überführt und dort der Entente ausgeliefert.
UC 94 wurde zur italienischen Kriegsbeute erklärt. 1919 wurde das Boot über Dover, Devonport und Gibraltar nach Tarent überführt. Dort wurde das Boot im April 1919 abgewrackt.